# Casa dels Marquesos de la Floresta
La façana del palau o casa dels marquesos de la Floresta es conserva, reconstruïda a partir del 1955 amb els carreus de l'antic edifici i al mateix indret on fou erigit, al carrer del Carme de la vila de Tàrrega. És una obra inclosa a l'Inventari del Patrimoni Arquitectònic de Catalunya.

## Història
La construcció d'aquest singular edifici del romànic civil català és deu a la família dels Ardèvol, nissaga que s'instal·là a la Tàrrega medieval al segle xiii. En un principi, l'edifici fou utilitzat com a hospital. El 1324, Miquel d'Ardèvol feu donació d'un hospital que atendria a tothom qui ho necessités. Fou bastit al carrer d'en Falcó, al costat de la capella del Corpus Christi, també erigida per Miquel d'Ardèvol. La titularitat de l'hospital passà per diverses famílies nobles.

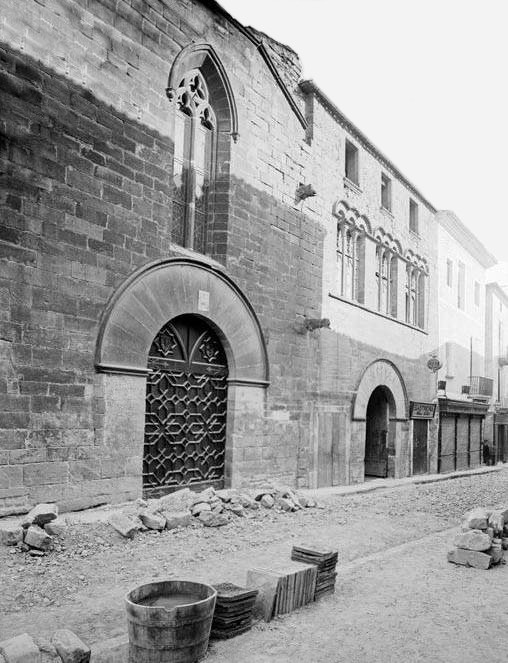
Església del Càrcer (desapareguda) i casa dels Marquesos de la Floresta en una imatge dels voltants de 1894

 El 1443, Francesc de Perellós es casà amb l'hereva de la casa Ardèvol. El 1683, Ignàsia de Gay, besneta de Ramon Perellós, es casà amb Antoni de Potau, futur marquès de la Floresta i la capella i el palau canviaren de titularitat. A partir d'aquest moment sorgí la denominació de palau dels marquesos de la Floresta. En morir aquests sense descendència, el palau va acabar en mans d'Ignasi de Sobies. El 1845 s'uniren les cases Càrcer i Sobies per matrimoni entre Francesc de Càrcer i Josefa de Sobies, hereus del palau i la capella que deixaren al seu fill Enric de Càrcer i de Sobies que ho llegà al seu net Manuel Vidal de Càrcer. Aquest feu donació dels elements arquitectònics per a l'actual reconstrucció de la façana del palau.
Des de final del segle xvii s'esmenta l'estat deplorable de l'edifici. El 1689, el veguer de Tàrrega donà llicència als Potau per fer obres de consolidació al palau i la capella que feia temps que es trobaven en perill d'esfondrament. L'estat d'abandó s'anà perpetuant, bé que l'edifici va arribar dret al segle xx. El 1940 es va derruir l'edifici i les pedres romangueren enterrades metafòricament al cementiri de la ciutat. El 1955 l'Ajuntament de Tàrrega cedí a la Mútua Patronal de Tàrrega la façana del palau dels marquesos de la Floresta per a ser reconstruïda al número 14 del carrer del Carme, lloc precís on havia estat el palau. La tasca fou dirigida per l'arquitecte Alexandre Ferrant Vàzquez, i l'aparellador Joan Benavent Santandreu.

## Arquitectura
La façana del palau resta dividida en tres parts que corresponen als tres pisos que tenia l'edifici original. A peu pla, un portal acabat amb arc de mig punt, format per grans dovelles resseguides per un trencaaigües ornat amb una motllura esculpida. Al primer pis s'obren tres finestrals triforats; els mainells presenten capitells decorats amb motius geomètrics i fusts monolítics. Ressegueix els arcs una motllura guardapols decorada amb puntes de diamant. La cornisa, aguantada per diverses mènsules amb caps esculpits i la galeria porxada que hi ha al damunt foren afegits ran de la restauració. Tampoc no hi havia, almenys a començament de segle, les dues finestretes que hi ha a banda i banda de la porta principal. Els carreus actuals de la façana no són exactament els mateixos que hi havia en un moment inicial. De l'interior no n'ha restat res. S'ha adaptat a les necessitats funcionals d'una oficina. D'acord amb les seves característiques i amb la documentació de l'època, es pot datar aquest palau ja en un moment tardà del segle xiii.